# Кам'янувата (річка)
Кам'янувата — річка у Бойківському районі Донецької області, права притока Грузького Єланчика (басейн Азовського моря).

## Опис
Довжина річки 18  км., похил річки — 5,9 м/км. Формується з багатьох безіменних струмків та водойм. Площа басейну 87,2 км².

## Розташування
Кам'янувата бере початок в селі Мічуріне. Тече переважно на південний схід в межах сіл Волі та Первомайського. В селі Греко-Олександрівка впадає у річку Грузький Єланчик.
Річку перетинає автомобільна дорога.